# Тутта Ларсен
Тутта Ларсен (справжнє ім'я Тетяна Анатоліївна Романенко; нар. 5 липня 1974, селище Ханженкове Північне поблизу Макіївки, Донецька область (Донбас), Українська РСР, СРСР) — віджей музично-розважального телеканалу «MTV Росія», на якому з 1998-го по 2008-й роки вона вела програми «Каприз», «Поцілунок навиліт», «Адреналін», «20-ка самих-самих», «News Block International», «Молодці», «Звичайне диво», «Секрет успіху».
Вела програми «В долі» на радіостанції «Столиця FM», «Велика риба. Вечірній Live» — на радіостанції «Весна FM», «Від нуля до п'яти» — на телеканалі «Мати і дитя» та інші.
Засновник і ведуча власного «суб'єктивного телебачення» TUTTA.TV.

## Життєпис
Народилася 5 липня 1974 року в селищі Ханженково-Північне поблизу Макіївки Донецької області (Україна) Коли Тетяні виповнилося сім років, з родини пішов батько. Мати вийшла заміж вдруге, а  вітчим став дівчинці татом. У школі вона любила влаштовувати вистави. Вивчала англійську, займалась балетом, катанням на велосипеді і футболом, а в юності — екстремальним туризмом, скелелазінням, альпінізмом, байдарками, спортивним орієнтуванням. У 1990 році в Макіївці закінчила музичну школу по класу класичної гітари, а в 1991 році — загальноосвітню школу з золотою медаллю.
Після школи поїхала до Москви і вступила на факультет журналістики МДУ. У 1996 році отримала диплом за спеціальністю «Економічна журналістика і реклама». Під час навчання в 1994 році, стажувалася в рекламному відділі компанії «BIZ-Enterprises», де і почала кар'єру телеведучої. Працюючи в програмах «Новини BIZ-TV» і «Чорна п'ятниця», Тетяна взяла собі творчий псевдонім Тутта Ларсен, походить від імен руде лисеня Людвіга Ларсена і молодої курки Тутти Карлсон — персонажів казки «Тутта Карлсон Перша і єдина, Людвіг Чотирнадцятий та ін.» шведського дитячого письменника Яна Улофа Экхольма.
У 1996—1998 роках Тутта Ларсен працювала ведучою музичних програм на російському телеканалі «Муз-ТВ».
З 1996 по 2002 рік була діджеєм на радіо «Максимум», розповідала про альтернативну музику в авторській програмі «З перцем по життю».
З вересня 1998 по липень 2008 працювала віджеєм телеканалу «MTV Росія», брала інтерв'ю в прямому ефірі, вела музичні новини, чарти про проблеми сучасної молоді, церемонії вручення нагород каналу. Є законодавцем нового стилю і нових жанрів музичних програм: перетворення диктора в віджея, діалог з глядачем тощо Вперше в Росії нею була втілена концепція музичного каналу як вікна в світ молодіжної культури.
Тутта Ларсен була солісткою музичних груп «Jazzlobster» і «Thaivox», записала з ними  як співачка кілька альбомів. В 1998 році випустила свій єдиний альбом «Newbodyforms».
Крім того, вона знялася в кліпі «Небо» (2000) групи «I. K. F.», який довгий час очолював хіт-парад «20-ка самих-самих» на телеканалі «MTV Russia». Також знялася в відеокліпи на пісні «Дорожня» (1998) Анатолія Крупнова, «Се ля ві» («Таке життя») (2004) групи «НАИВ», «Дзвенить січнева завірюха» (2006) групи «Пригоди Електроніків».
Знялася як запрошена зірка в декількох телесеріалах. В основному це були проекти її дядька, відомого кінопродюсера Юрія Біленького — «Прості істини» (1999), «Слова і музика» (2004), «Приречена стати зіркою» (2005—2007). Також взяла участь в озвучуванні аргентино-російського телесеріалу «Танго утрьох» (2006—2007).
З 2007 року працювала на радіо «Маяк» у парі з Дмитром Глуховським, Костянтином Михайловим (денне Шоу з Туттою Ларсен і Костянтином Михайловим"). З 2009 року в парі з Володимиром Аверіним вела на «Маяку» передачі «Шоу Тутти Ларсен і Володі Аверіна» та «Центральний комітет». У 2010 році на радіо «Маяк» в Барнаулі вела вечірнє «Шоу Тутти Ларсен і Гії Саралідзе».
У 2008 році, відпрацювавши десять років на телеканалі «MTV Росія», Тутта Ларсен перейшла на телеканал «Зірка», де вже наприкінці року випустила два документальних фільми про Другу світову війну, в яких виступила як автор і ведуча. Це — «Список Маргарити» і «Бесленей. Право на життя». У 2009 році на цьому ж телеканалі підготувала цикл авторських передач в документальному форматі про сімейне щастя «Звичайне диво».
В 2009 році взяла участь в озвучуванні російською анімаційного фільму «Дев'ять», де стала голосом одного з основних персонажів — Сьомого.
З 23 квітня 2010 року по 15 серпня 2014 року була однією з ведучих інформаційно-розважального ток-шоу «Дівчата» на каналі «Росія 1» разом з Ольгою Шелест, Аллою Довлатовой, Олени Перової, Ритою Митрофанової, Мариною Голуб, Марією Голубкіної та Ольгою Максимової. Також Тутта стала ведучою нового сезону програми «Випробування вірності» на телеканалі «Муз-ТВ». Крім того, на сімейній цифровому каналі «Радість моя» Ларсен вела програму «Вище даху» — телебесіда з акустичним концертом.
У 2012 році Тутта Ларсен стала членом російського журі конкурсу пісні «Євробачення-2012» в Баку.
З 2014 року — ведуча програми «Велика риба. Вечірній Live» на радіостанції «Весна FM», програм «Час радості» і «Сімейні історії» на радіо «Віра», авторської програми «В доле» на радіостанції «Столиця FM», програми «Від нуля до п'яти» на телеканалі «Мати і дитя».
У травні 2015 запустила власний канал TUTTA.TV, присвячений питанням материнства, виховання дітей, психології і відносин.
У 2016 коментувала церемонію «Еммі-2016» спільно з Михайлом Козирєвим.

### Родина
- Батько — Анатолій Лукович Романенко (нар. 1945), радіофізик[6].
- Мати — Олена Михайлівна Романенко (уроджена — Біленька; нар. 1951), філологиня, журналістка і сценаристка[6].
- Вітчим
- Бабуся — Тетяна (нар. 1929). У її честь назвали онуку (майбутню Тутту Ларсен)[29].
- Сестра молодша (єдиноутробна) — Катерина (нар. 1983)[29].
- Дядько — Юрій Бєлєнький (нар. 4 травня 1956), кінопродюсер.
- Брат двоюрідний — Біленький Михайло Юрійович (рід. 11 березня 1984), сценарист і актор.
- Сестра двоюрідна — Поліна Юріївна Біленька (нар. 6 червня 1986), актриса.

### Особисте життя
- Перший чоловік — Максим Галстьян, гітарист груп «I. K. F.» і «LaScala»[4]. Шлюб тривав вісім років, з 1992 по 2000 роки. Дітей в шлюбі не було: в 2000 році, через тиждень після розлучення з чоловіком, Тетяна втратила свою ще не народжену доньку[30][31].
- Незареєстрований шлюб — Захар Артем'єв, журналіст і письменник, старший брат співака Павла Артем'єва[4].
  - Син — Лука (нар. 20 травня 2005). Навчається в православній приватній гімназії при монастирі[32], а також — у музичній школі за класом фортепіано, ходить на плавання і айкідо. Ім'я синові Тетяна дала на честь свого дідуся по батьковій лінії. Хресний Луки — його двоюрідний дід Юрій Бєлєнький, а хрещена — Вікторія Борисівна, лікар[4][22][29][33].
- Другий чоловік — Валерій Колосків. У 2009 році Валерій і Тетяна одружилися: крім офіційної реєстрації шлюбу, вони вінчалися. Сина Тетяни Луку Валерій усиновив і виховує як рідного[29][34][35].
  - Дочка — Марта (нар. 8 липня 2010).[4][29][32][33].
  - Син — Іван (нар. 1 липня 2015).[36].

Тетяна Романенко (Тутта Ларсен) є православною віруючою. Хрестили її у віці дев'яти років в Донецьку таємно, на дому, бо родичі були комуністами. Свідомо прийшла до віри на початку двотисячних. Була прихожанкою храму Преподобного Сергія Радонезького в Кропивниках.
Народилася 5 липня 1974 року в селищі Ханженково-Північне поблизу Макіївки Донецької області. Коли Тетяні виповнилося сім років, з родини пішов батько. Мати вийшла заміж вдруге, а  вітчим став дівчинці татом. У школі вона любила влаштовувати вистави. Вивчала англійську, займалась балетом, катанням на велосипеді і футболом, а в юності — екстремальним туризмом, скелелазінням, альпінізмом, байдарками, спортивним орієнтуванням. У 1990 році в Макіївці закінчила музичну школу по класу класичної гітари, а в 1991 році — загальноосвітню школу з золотою медаллю.

### Захоплення
- Минулі захоплення Тутти Ларсен — балет, катання на велосипеді, футбол, екстремальний туризм, альпінізм (має дорослий розряд з альпінізму і дві гірські вершини підкорені Центрального Кавказу в Приельбруссі — «Гуманьчжи» і «Виатау»), водний туризм на байдарках, спортивне орієнтування, бокс, в'язання, філософія та історія реклами[4][5][17].
- Знання мов — англійська, українська (рідна), російська.
- Улюблені поети — Пушкін і Федеріко Гарсіа Лорка.
- Носить татуювання на тілі, які, за її власним визнанням, «мають певне значення і уособлюють певний період в житті».

### Політична позиція
Після початку російської агресії проти України підтримала агресію, висловила захоплення «воєнкорам».

## Дискографія
| Група                | Альбом                       | Рік випуску | Пісня                  |
| -------------------- | ---------------------------- | ----------- | ---------------------- |
| Jazzlobster          | Вчіться плавати: Урок другий | 1996        | Escapist               |
| Thaivox              | Newbodyforms                 | 1998        |                        |
| Thaivox              | Депеша для Depeche Mode      | 1998        | Little 15              |
| I. K. F.             | Абсолют                      | 1998        | Небо                   |
| НАЇВ                 | Живий і неушкоджений         | 2004        | Се ля ві (Таке життя)  |
| Пригоди Електроніків | А ну-ка, девушки!            | 2006        | Звенит январская вьюга |
| Пригоди Електроніків | А ну-ка, девушки!            | 2006        | Моей душе покоя нет    |

З 2007 року працювала на радіо «Маяк» у парі з Дмитром Глуховським, Костянтином Михайловим (денне Шоу з Туттою Ларсен і Костянтином Михайловим"). З 2009 року в парі з Володимиром Аверіним вела на «Маяку» передачі «Шоу Тутти Ларсен і Володі Аверіна» та «Центральний комітет». У 2010 році на радіо «Маяк» в Барнаулі вела вечірнє «Шоу Тутти Ларсен і Гії Саралідзе».

## Фільмографія

### Ролі в кіно
- 1999 — «Прості істини» — камео
- 2002 — «Світські хроніки» (серія № 1 «Нова колекція») — камео
- 2005 — «Молоді і щасливі» — телезірка
- 2005—2007 — «Приречена стати зіркою» — камео
- 2008 — «Пастка» — телеведуча
- 2011—2012 — «Кровинушка» — камео
- 2013 — «Везуча» — журналістка

### Озвучення
- 1993 — «Жах перед Різдвом» (анімаційний фільм) — Саллі (озвучування Кетрін О'Хара)
- 2002 — «Кривава Меллорі» («Bloody Mallory») — * 2006—2007 — «Танго утрьох» (Аргентина, Росія) — частина жіночих ролей
- 2007 — «В гості до Робінсонів» (анімаційний фільм) — Френі (озвучування Ніколь Салліван) Фільм дубльовано студією «Невафильм» за замовленням компанії «Disney Character Voices International» в 2007 році.
- 2009 — «Рок-хвиля» — Меріенн, дівчина Карла (роль Талулы Райлі)
- 2009 — «Дев'ять» (анімаційний фільм) — Сьома (озвучування Дженніфер Коннеллі)

## Нагороди
▪ 1999 — спеціальна професійна премія преси «Знак якості» в номінації «Найкращий телеведучий».